# Cerașu
Cerașu – wieś w Rumunii, w okręgu Prahova, w gminie Cerașu. W 2011 roku liczyła 828 mieszkańców.